# Baron Ashtown

Wappen der Barone Ashtown

Baron Ashtown, of Moate in the County of Galway, ist ein erblicher britischer Adelstitel in der Peerage of Ireland.
Historischer Familiensitz der Barone war bis 1947 Woodlawn House bei Ballinasloe im County Galway.

## Verleihung
Der Titel wurde am 27. Dezember 1800 durch Letters Patent für den Politiker und Abgeordneten im irischen Unterhaus Frederick Trench geschaffen. Da er keine Kinder hatte, erfolgte die Verleihung mit dem besonderen Vermerk, dass der Titel in Ermangelung eigener männlicher Nachkommen auch die männlichen Nachkommen seines Vaters vererbbar seien.
Heutiger Titelinhaber ist seit 2010 sein Ur-ur-urgroßneffe Roderick Trench als 8. Baron.

## Liste der Barone Ashtown (1800)
- Frederick Trench, 1. Baron Ashtown (1755–1840)
- Frederick Trench, 2. Baron Ashtown (1804–1880)
- Frederick Trench, 3. Baron Ashtown (1868–1946)
- Robert Trench, 4. Baron Ashtown (1897–1966)
- Dudley  Trench, 5. Baron Ashtown (1901–1979)
- Christopher Trench, 6. Baron Ashtown (1931–1990)
- Nigel Trench, 7. Baron Ashtown (1916–2010)
- Roderick Trench, 8. Baron Ashtown (* 1944)

Titelerbe (Heir apparent) ist der Sohn des aktuellen Titelinhabers Hon. Timothy Trench (* 1968).